# Fortaleza dos Valos
Fortaleza dos Valos est une municipalité brésilienne située dans l'État du Rio Grande do Sul.